# Rumble the Bison

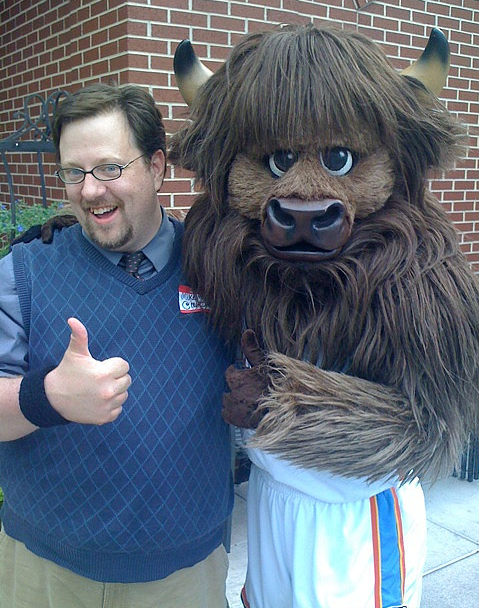
"Rumble the Bison" com um fã.

Rumble the Bison é o mascote oficial do Oklahoma City Thunder. Ele é um bisão antropomórfico e seu nome deriva do som que um trovão faz (referência ao time, Thunder). Rumble estreou em 12 de Fevereiro de 2009, como parte do show do intervalo quando Thunder enfrentou o New Orleans Hornets.
Em 13 de Agosto, 2009, Rumble venceu o prêmio de NBA Mascot of the Year no encontro anual dos mascotes em Las Vegas, Nevada. Rumble recebeu o prêmio em reconhecimento por representar o Thunder em vários eventos comunitários ao redor de Oklahoma City. Mesmo tendo servido como mascote oficial da equipe por 6 meses naquele tempo, o programa de desenvolvimento do Rumble foi considerado como um dos melhores da NBA.

## História Oficial
De acordo com sua história de fundo oficial no NBA.com, Rumble é o sobre um conto de um Americano Nativo que foi passada por gerações e conta de um bisão que foi atingido por um relâmpago enquanto estava salvando sua manada de uma tempestade feroz nas Arbuckle Mountains. O relâmpago o transformou em um bisão antropomórfico e super-poderoso conhecido hoje como Rumble. Quando o Thunder chegou em Oklahoma City, ele se identificou com eles e se juntou à equipe.

## Ligações Externas
- Site oficial do Rumble